# Aeroportul Aguenar–Hadj Bey Akhamok
Aeroportul Aguenar–Hadj Bey Akhamok (IATA: TMR, ICAO: DAAT) este un aeroport din Provincia Tamanrasset, Algeria ce deservește zona Tamanrasset. A fost numit după zona deservită.
Situat la o altitudine de 1.377 m, aeroportul dispune de o singură pistă. Este operat de EGSA Alger⁠(d).